# Lista över Mauretaniens premiärministrar
Detta är en lista över Mauretaniens regeringschefer.
| Namn                                 | Ämbetsperiod                        |
| ------------------------------------ | ----------------------------------- |
| Moktar Ould Daddah                   | 21 maj 1957 – 20 augusti 1961       |
| Ahmed Ould Bouceif                   | 6 april – 27 maj 1979               |
| Ahmed Salem Ould Sidi                | 28 maj – 31 maj 1979                |
| Mohamed Khouna Ould Haidalla         | 31 maj 1979 – 12 december 1980      |
| Sid Ahmed Ould Bneijara              | 12 december 1980 – 25 april 1981    |
| Maaouya Ould Sid'Ahmed Taya          | 25 april 1981 – 8 april 1984        |
| Mohamed Khouna Ould Haidalla         | 8 mars – 12 december 1984           |
| Maaouya Ould Sid'Ahmed Taya          | 12 december 1984 – 18 april 1992    |
| Sidi Mohamed Ould Boubacar           | 18 april 1992 – 2 januari 1996      |
| Cheikh El Avia Ould Mohamed Khouna   | 2 januari 1996 – 18 december 1997   |
| Mohamed Lemine Ould Guig             | 18 december 1997 – 16 november 1998 |
| Cheikh El Avia Ould Mohamed Khouna   | 16 november 1998 – 6 juli 2003      |
| Sghair Ould M'Bareck                 | 6 juli 2003 – 7 augusti 2005        |
| Sidi Mohamed Ould Boubacar           | 7 augusti 2005 – 19 april 2007      |
| Zeine Ould Zeidane                   | 19 april 2007 – 6 maj 2008          |
| Yahya Ould Ahmed El Waghef           | 6 maj 2008 – 6 augusti 2008         |
| Moulaye Ould Mohamed Laghdaf         | 14 augusti 2008 – 20 augusti 2014   |
| Yahya Ould Hademine                  | 20 augusti 2014 – 2018              |
| Mohamed Salem Ould Béchir            | 2018 – 2019                         |
| Ismail Ould Bedde Ould Cheikh Sidiya | 4 augusti 2019 – 6 August 2020      |
| Mohammed Ould Bilal                  | 6 augusti 2020 – 2 augusti 2024     |
| Moctar Ould Diay                     | 2 augusti 2024 –                    |